# 舍梅托韋 (羅茲迪利納區)
46°49′50″N 30°21′18″E / 46.83056°N 30.35500°E
舍梅托韋（羅馬化：Shenetove）是位於烏克蘭西南部的村莊，由敖德萨州羅茲迪利納區的羅茲迪利納市鎮負責管轄。該村始建於1824年，面積1.03平方公里，海拔高度25米，2001年人口163，人口密度每平方公里158.56人。